# 1686
Cette page concerne l'année 1686  du calendrier grégorien.
L'année 1686 est une année commune qui commence un mardi.

## Événements
- 8 février : le capitaine François Tack est tué avec 74 autres néerlandais de la VOC (Compagnie néerlandaise des Indes orientales) lors d'un simulacre d'attaque par les troupes javanaises du royaume de Mataram et celles du rebelle balinais Surapati à Kartasura, la capitale du royaume[1].
- 30 mars, Montréal : départ de l'expédition du Chevalier de Troyes qui s’empare facilement des postes anglais de la baie James (juin-juillet)[2].
- 20 mai, Inde : François Martin, nommé directeur de la Côte de Coromandel, retourne à Pondichéry où il établit le siège de la Compagnie française des Indes orientales[3].
- 4 juin : Madagascar est annexé par la couronne de France arrêt du conseil d’État aux dépens de la Compagnie française des Indes orientales[4].
- 1er septembre : ambassade du Siam à Versailles, conduite par Kosa Pan[5].
- 22 septembre : Aurangzeb s'empare de Bîjâpur[6].
- 18 novembre : Louis XIV est opéré avec succès d'une fistule anale, succès qui aura un grand retentissemment en France et dans les cours européennes.
- 21 décembre : décret royal mettant en place un Règlement des Missions au Brésil (Regimento das Missões do Estado do Maranhão e Grão-Pará)[7]. Les jésuites acceptent de retourner au Brésil à cette condition[8].

### Europe
- 9 janvier : arrivée à Dublin de Henry Hyde, 2e comte de Clarendon, nommé lord gouverneur d’Irlande (fin en 1687)[9].
- 12 janvier : traité de La Haye entre la Suède et les Provinces-Unies[10].
- 31 janvier : Victor-Amédée II de Savoie interdit le protestantisme dans ses États. Les barbets (vaudois) se soulèvent et Victor-Amédée doit solliciter l’aide de la France qui lui envoie Catinat. Les opérations commencent le 22 avril[11]. Les militaires et envoyés français (D'Arcy, Catinat, etc.) se conduisent en pays de conquête, utilisant le prétexte de la répression anti-protestante.

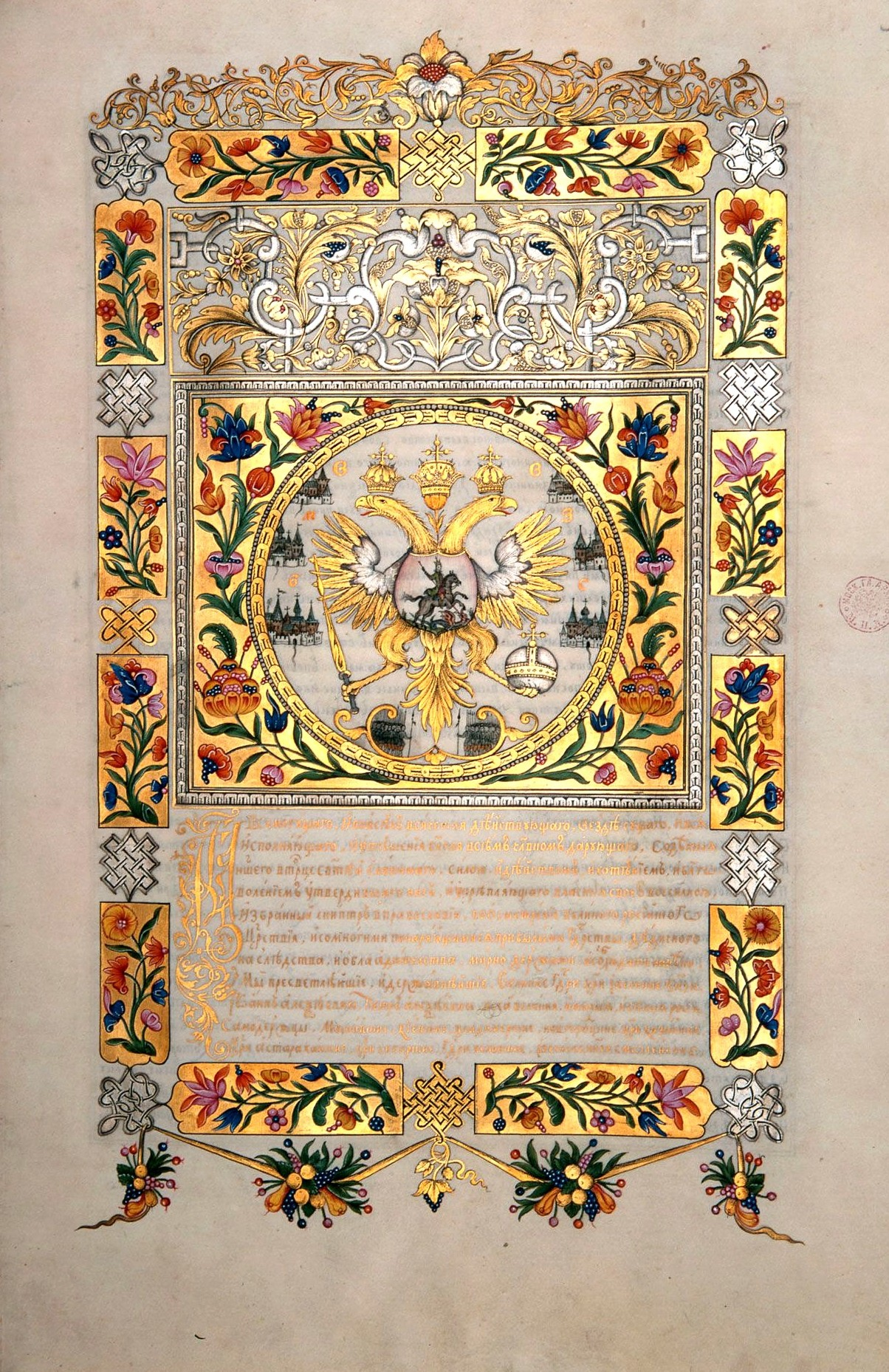
6 mai : Traité de paix éternelle.

- 6 mai : traité de Moscou. Paix perpétuelle entre la Pologne (Krzysztof Grzymułtowski (pl)) et la Russie (Vassili Golitsyne). Jean Sobieski cède définitivement Smolensk et Kiev à la Russie en échange de son soutien contre la Porte. La Biélorussie (Minsk) et la Petite Russie (Kiev) sont intégrées à l’empire Russe[10]. La Russie adhère à la Sainte Ligue (Saint-Empire, Pologne, Venise) contre l’Empire ottoman, ce qui marque le début d'une nouvelle guerre russo-turque.
- 7 mai : alliance défensive entre l'empereur Léopold Ier du Saint-Empire et l'électeur de Brandebourg[12].
- 17 mai : le margrave de Bayreuth crée pour accueillir les Huguenots français une nouvelle ville à Erlangen[13].

- 8 juin : les Impériaux du duc Charles V de Lorraine mettent le siège devant Buda[14], bien tenue par le pacha Abdurrahman Abdi Pacha avec 10 000 hommes et 400 canons. Il compte sur le secours de l’armée du grand vizir. Le siège dure 78 jours. Les impériaux font exploser 800 tonnes de poudre sous les remparts, mais le vieux pacha résiste jusqu’à la mort.
- 17 juin, guerre de Morée : prise de Navarin par Francesco Morosini[15].

- 7 juillet : prise de Modon par Francesco Morosini[15].
- 9 juillet : formation de la Ligue d'Augsbourg par le Saint-Empire, l'Espagne, la Suède, la Saxe, la Bavière, rejoint par le Palatinat (2 septembre) et le duc de Holstein-Gottorp (7 septembre) contre les ambitions de Louis XIV de France[12].
- Juillet : Philipp Jakob Spener devient le premier prédicateur à la cour de Saxe (fin en 1690)[16].

- 6 août : les Polonais conduit par le général Jablonowski entrent dans Iași en Moldavie puis avancent vers le Boudjak mais sont arrêtés par 80 000 Turcs et Tatars et doivent repasser le Prout et évacuer Iași le 17 septembre[14].
- 29 août : reprise de Nauplie par Venise sur les Turcs[17]. Venise occupe alors l’île de Sainte-Maure, Préveza (1685) et la Morée et la Dalmatie (1686-1688).

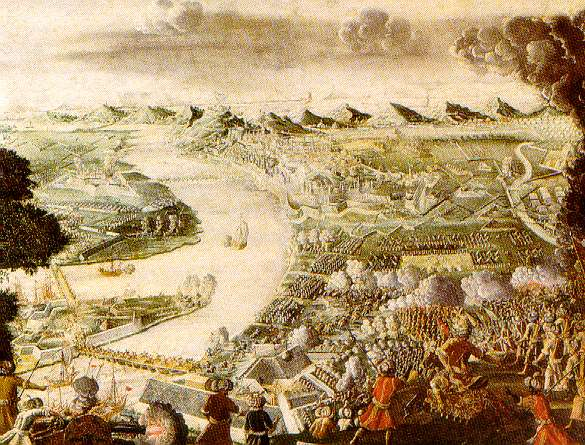
2 septembre : Libération de Buda.

- 2 septembre : les Turcs sont rejetés hors de Buda par l'armée des Habsbourg conduite par Charles V de Lorraine[14]. On compte 4000 morts et 6000 prisonniers parmi les Turcs. La ville est incendiée, pillée, et 500 Juifs sont massacrés malgré l’ordre de les épargner, les prisonniers turcs torturés et tués. Leur peau est revendue séchée à des apothicaires en Allemagne.

## Naissances en 1686
- 17 mars : Jean-Baptiste Oudry, peintre et graveur français († 30 avril 1755).

- 7 avril : baptême de Claude Jacquart, peintre lorrain († 8 juillet 1736).

- 24 mai : Gabriel Fahrenheit, physicien allemand († 16 septembre 1736).

- 6 juillet : Antoine de Jussieu, botaniste français († 22 avril 1758).
- 9 juillet : Philip Livingston, homme politique américain († 31 décembre 1749).
- 20 juillet : Nicolas Wilbault, peintre français († 4 mai 1763).

- 27 août : Agostino Cornacchini, peintre et sculpteur italien de la période rococo († 1754).

- 29 septembre : Cosmas Damian Asam, peintre allemand († 10 mai 1739).

- 5 décembre : Ludovico Mazzanti, peintre italien († 29 août 1775).

- Vers 1686 :
- Domenico Bocciardo, peintre baroque italien († 1746).

## Décès en 1686
- 2 janvier : Frederik de Moucheron, peintre néerlandais (° 1633).
- 21 janvier : François Blondel, mathématicien et architecte français (° 15 juin 1618).
- 31 janvier : Jean Mairet, dramaturge français (° 4 janvier 1604).

- 25 février : Nicolas Rabon, peintre français (° 12 juillet 1644).
- 26 février : Godefroi d'Estrades, diplomate français, maréchal de France, maire perpétuel de Bordeaux et vice-roi de la Nouvelle-France.
- 2 avril : Pierre Toutain, peintre français (° 1645).
- 26 avril : Magnus Gabriel De la Gardie, homme d'état et militaire suédois (° 15 octobre 1622).

- 25 juin : Simon Ouchakov, peintre iconographe russe (° 1626).

- 11 juillet : Gerrit Lundens, peintre néerlandais (° 27 septembre 1622).

- 26 novembre : Nicolas Sténon, anatomiste et géologue d'origine danoise (° 10 janvier 1638).

- 11 décembre : Louis II de Bourbon-Condé, prince de Condé, dit le Grand Condé (° 8 septembre 1621).
- 17 décembre : William Cartwright, comédien anglais (° 1606).

- Date précise inconnue :
  - Antonio Busca, peintre baroque italien (° 1625).
  - Jan van Glabbeeck, peintre et marchand d'art néerlandais (° vers 1635).
  - Louis Nublé, avocat humaniste (° 1606).
  - Dirck Stoop, peintre et graveur néerlandais (° 1610).